# Fäbodtjärnen (Umeå socken, Västerbotten, 709490-171815)
Fäbodtjärnen är en sjö i Umeå kommun i Västerbotten och ingår i Tavelåns huvudavrinningsområde.